# Kein Ende in Sicht
Kein Ende in Sicht ist ein Album der Sänger und Liedermacher Konstantin Wecker und Hannes Wader aus dem Jahr 2010.

## Inhalt
Nach Was für eine Nacht (2001) und Mey, Wader, Wecker – das Konzert (2003) veröffentlichten Konstantin Wecker und Hannes Wader 2010 ein drittes Livealbum, das auf ihrer gemeinsamen Tour im selben Jahr entstanden ist.
Acht der Lieder auf dem Album sind von Wecker, sechs von Wader. Hinzu kommen zwei mundartliche Lieder sowie das von Wader gesungene Mamita mía von Ernst Busch. Die meisten Lieder singen beide gemeinsam, häufig zweistimmig. Das Wecker-Lied In diesen Nächten singt Wader alleine. Bei Ich singe, weil ich ein Lied hab’ singt Wader den Text parallel auf Spanisch. Das plattdeutsche Dat du min Leevsten büst übersetzt Wecker nebenher auf Bairisch. Auch Wader singt mit dem Wiener Fiakerlied ein Lied im Dialekt.
Die Aufnahmen erfolgten am 18. und 19. März 2010 im Theaterhaus Stuttgart.

## Titelliste
| Nr. | Titel                             | Komponist       | Texter                     | Länge |
| --- | --------------------------------- | --------------- | -------------------------- | ----- |
| 1   | Leben im Leben                    | Ekotto Ekxson   | Wecker                     | 4:42  |
| 2   | Schön ist das Alter               | Detlef Petersen | Wader                      | 4:13  |
| 3   | Damals                            | Kevin Johnson   | Wader                      | 4:26  |
| 4   | Feine Gesellschaft                | Wecker          | Wecker                     | 3:29  |
| 5   | Trotz Alledem III                 | Robert Burns    | Wader                      | 4:03  |
| 6   | Was immer mir der Wind erzählt    | Wecker          | Wecker                     | 4:39  |
| 7   | Nun muss ich gehen                | Wader           | Wader                      | 4:19  |
| 8   | In diesen Nächten                 | Wecker          | Wecker                     | 5:04  |
| 9   | Ich singe, weil ich ein Lied hab’ | Wecker          | Victor Heredia; dt. Wecker | 3:47  |
| 10  | Mamita mía                        | trad.           | Ernst Busch                | 3:56  |
| 11  | Wiener Fiakerlied                 | Gustav Pick     | Gustav Pick                | 2:42  |
| 12  | Guttiland                         | Wecker          | Wecker                     | 5:34  |
| 13  | Die Mine                          | Wader           | Wader                      | 3:36  |
| 14  | Was keiner wagt                   | Wecker          | Lothar Zenetti             | 2:36  |
| 15  | Traumtänzer                       | Detlef Petersen | Wader                      | 4:06  |
| 16  | Dat du min Leevsten büst          | trad.           | trad.                      | 3:43  |
| 17  | Schlendern                        | Wecker          | Wecker                     | 7:23  |

## Charts und Chartplatzierungen
| ChartsChartplatzierungen | Höchstplatzierung | Wochen |
| ------------------------ | ----------------- | ------ |
| Deutschland (GfK)        | 26 (6 Wo.)        | 6      |
| Österreich (Ö3)          | 50 (1 Wo.)        | 1      |